# Alexander Kirow
Alexander Kirow (* 4. September 1984) ist ein kasachischer ehemaliger Fußballspieler.

## Karriere

### Verein
Alexander Kirow begann seine Karriere 2005 bei Wostok Öskemen. 2006 wechselte er zum FK Almaty. Nach drei Spielzeiten ging der Verteidiger zum FK Aqtöbe, wo er während der Saison an den FK Atyrau abgegeben wurde. 2010 wurde er vom Ligakonkurrenten Lokomotive Astana verpflichtet. Zur Saison 2011 wechselte er zu Schachtjor Qaraghandy, mit dem er im gleichen Jahr kasachischer Meister wurde. Von 2013 bis 2014 stand er wieder beim FK Astana unter Vertrag.

### Nationalmannschaft
Alexander Kirow wurde 2008 in die Kasachische Fußballnationalmannschaft berufen. Er spielte in der Qualifikation zur WM 2010, WM 2014 und EM 2012.

## Erfolge
- Kasachischer Meister: 2011, 2012